# San Sebastián de Garabandal
San Sebastián de Garabandal (Garabandal) – miejscowość w gminie Rionansa należącej do wspólnoty autonomicznej Kantabria, obejmującej prowincję o tej samej nazwie, w Hiszpanii, nazywana potocznie Garabandal.

## Charakterystyka
San Sebastián de Garabandal jest śródleśną wsią, położoną w Górach Kantabryjskich, na północnym stoku grzbietu Peña Sagra, w odległości 8 km od miejscowości Puentenansa, stolicy gminy, 51 km na południowy zachód od Santanderu i 18 km na południe od wybrzeża Zatoki Biskajskiej. Miejscowość leży na terytorium rezerwatu przyrody Saja, pokrytego lasem mieszanym, w pobliżu ujścia strumienia Sobrando do rzeki Vendul. Przez wieś przechodzi odnoga lokalnej drogi CA-860. Zamieszkiwana jest przez około sto osób, trudniących się głównie rolnictwem.

## Historia

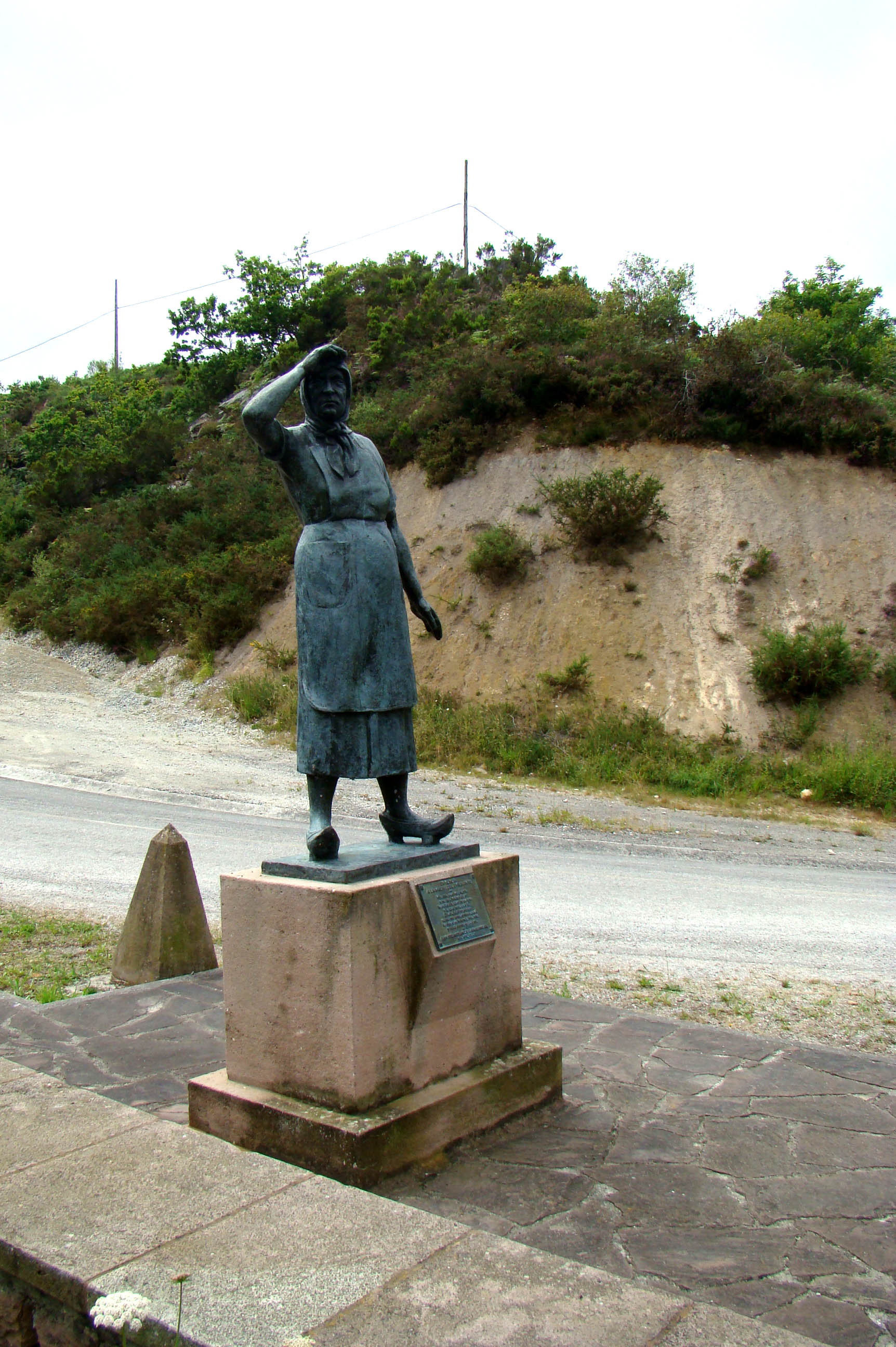
Pomnik matki emigrantów

W pobliżu San Sebastián de Garabandal znajdują się ślady osadnictwa z epoki neolitu, bądź chalkolitu: kurhan i dolmen. W czasach historycznych teren ten obejmowali w posiadanie kolejno: celtyccy Kantabrowie, rzymska prowincja Hispania, Królestwo Wizygotów, Królestwo Asturii, Królestwo Leónu. Od XI wieku pozostaje on częścią Starej Kastylii.
W Garabandal znajduje się kościół z XVII wieku, pw. św. Sebastiana. Wewnątrz ołtarz barokowy, na zewnątrz inskrypcja z 1723 roku. Parafia obejmująca wioskę należy do diecezji santanderskiej. Wartość etnograficzną posiadają pozostałości chat pasterskich oraz zachowana tradycyjna zabudowa wsi, w tym kilka domów kamiennych z charakterystycznymi herbami.
W ciągu ostatnich paru dziesięcioleci większość, spośród około 300 mieszkańców, opuściła miejscowość, w związku z czym postawiono tu pomnik „matki emigrantów” (hiszp. Monumento a la madre del emigrante).

## Objawienia
W San Sebastián de Garabandal, w latach 1961–1965, miały miejsce wydarzenia określane jako Objawienia Najświętszej Maryi Panny z Góry Karmel i św. Michała Archanioła. Ich uczestniczkami były cztery miejscowe dziewczynki: Conchita González, Maria-Dolorez Mazon, Jacinta González i Maria-Cruz González. W czasie trwania objawień, które obfitowały w różne nadzwyczajne zjawiska, miejscowość była odwiedzana przez tysiące pielgrzymów i turystów oraz licznych specjalistów różnych dziedzin, duchownych i dziennikarzy z wielu krajów, przez co stała się znana na całym świecie.

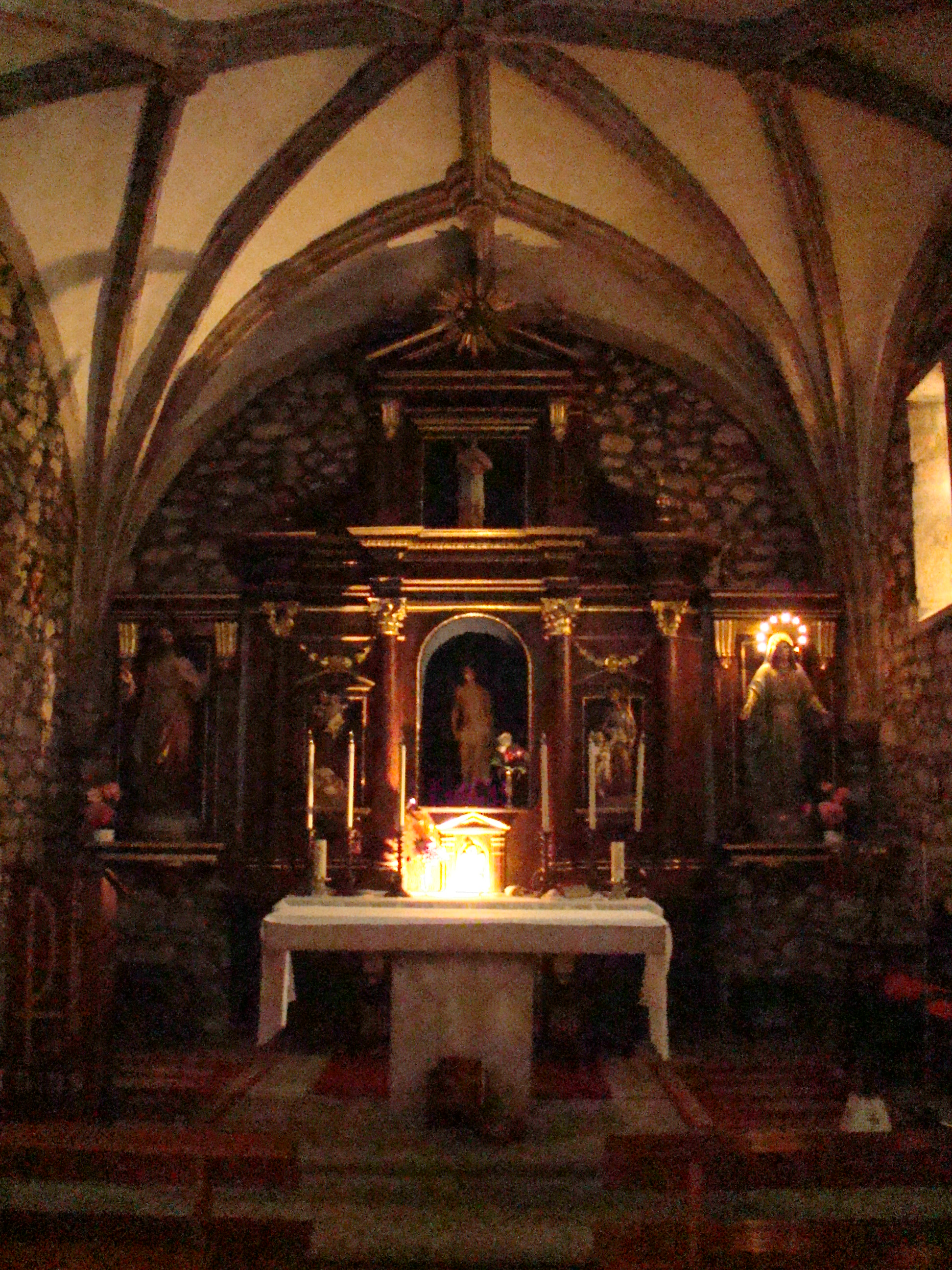
Wnętrze kościoła w Garabandal

Miejsce to nadal przyciąga uwagę niektórych, ponieważ jedno z proroctw tam rozpowszechnionych zawiera zapowiedź, iż któregoś roku wydarzy się „Wielki Cud w Garabandal”. Ma on się dokonać „w czwartek w godz. 20.30-20.45, między marcem a majem we wspomnienie liturgiczne młodego męczennika Eucharystii”. W okresie tym wypada jedno takie wspomnienie, 13 kwietnia, gdy w Kościele katolickim, zwłaszcza w Hiszpanii, czczony jest św. Hermenegild.
Miejscowi biskupi kilkakrotnie opublikowali noty informacyjne, iż nie potwierdzają oni nadprzyrodzonego charakteru zjawisk z tamtych lat i jedno orzeczenie o zgodności treści objawień z wiarą katolicką. Rzym trzykrotnie poinformował, iż nie będzie zajmować się tą sprawą, ale należy ona do lokalnych ordynariuszy. Msze w Garabandal mogą być odprawiane przez księży miejscowych i przyjezdnych tylko w kościele parafialnym.
Na terenie Garabandal znajduje się kapliczka i krzyż w miejscu objawień, Los Pinos oraz małe wizerunki Maryi ze szkaplerzem i św. Michała Archanioła przy wiodącej tam polnej drodze zwanej Calleja. Miejscowość posiada niewielki dom pielgrzyma Hospedería Nuestra Señora del Carmen de Garabandal w centrum wsi i parę innych miejsc noclegowych.